# Nicolas Charles Victor Oudinot
Nicolas Charles Victor Oudinot (Bar-le-Duc, 1791. november 3. – Bar-le-Duc, 1863. július 7.), francia katonatiszt, Nicolas Charles Oudinot marsall legidősebb fia, Reggio Calabria második hercege, politikus. 
Oudinot elsősorban annak a francia expedíciónak a parancsnokaként ismert, amely 1849-ben megostromolta és elfoglalta Rómát, szétzúzva a rövid életű forradalmi Római Köztársaságot és visszaállítva IX. Piusz pápa világi hatalmát, a francia fegyverek védelme alatt. Rövid, közzétett beszámolója az események francia szemszögből való megítélését mutatja be. XVIII. Lajos 1851. december 2-i államcsínye után, amikor is kiemelkedő szerepet vállalt a második köztársaságot támogató ellenállásban, visszavonult a katonai és politikai élettől, bár Párizsban maradt.

## Életútja
1805-től 1809-ig I. Napóleon császár apródja volt, majd belépett a hadseregbe, és 1809-től rész vett a császár háborúiban. Lemondása előtt Napóleon ezredessé nevezte ki. Végigszolgálta Napóleon későbbi hadjáratait, 1809–1814 között, és 1814-ben vitézi magatartásáért őrnaggyá léptették elő. Apjával ellentétben lovas volt, és miután a Restauráció első éveiben visszavonult, a saumuri lovasiskola parancsnokságát töltötte be (1822–1830), majd lovassági főfelügyelő volt (1836–1848). Mivel a száznapos uralom alatt nem állt a visszatért császár pártjára, XVIII. Lajos altábornaggyá nevezte ki. 
1848-ban beválasztották az alkotmányszervező gyülekezetbe, ahol a hadügyi bizottság tagja lett. 1849 áprilisában a Pápai Állam védelmére küldött francia hadtest élén július 1-jén bevonult Rómába. A törvényhozó testületben az orientalista párthoz csatlakozott. Az 1851. december 2-ai államcsíny után az ellenzéki képviselők megválasztották a III. Napóleon ellen tervezett katonai ellenállás szervezésével, III. Napóleon elfogatta, december 8-án azonban szabadlábra helyeztette.

## Művei
Az 1849-es olaszországi hadműveleteiről szóló rövid emlékiratai mellett több, szakirányú érdeklődésre számot tartó művet írt a katonai rangokról és rendfokozatokról, a katonáknak a közműépítésben való alkalmazásáról, valamint a lovasságról és annak megfelelő elhelyezéséről: Aperçu historique sur la dignité de marechal de France (1833); Considérations sur les ordres militaires de Saint Louis, &c. (1833); "De L'Italie et de ses Forces Militaires" (1835); L'Emploi des troupes aux grands travaux d'utilité publique (1839); De la Cavalerie el du casernement des troupes à cheval (1840); Des Remontes de l'armée (1840).

## Emlékezete
Luigi Magni A szuverén nép nevében (1990) című filmjében Oudinot-t Gianni Garko alakítja.